# Les Annales de Philologie

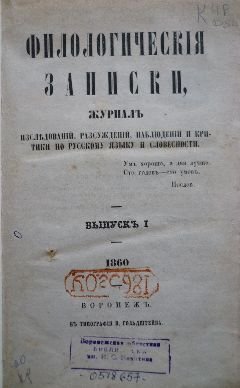
La première page du premier numéro, 1860

Filologitcheskie Zapiski (en russe : Филологические записки, c'est-à-dire, Les Annales de Philologie, ou "Notes  Philologiques"), est une revue scientifique russe qui fut publiée tous les deux mois entre 1860 et 1917 à Voronej et qui était « consacrée en général à la recherche et au  développement des opportunités littéraires et linguistiques. Et plus particulièrement à la linguistique comparative, la langue et la littérature russe, ainsi qu'aux dialectes slaves. »

## Historique
Le magazine publia les articles de célèbres philologues européens tels que: Max Müller, Ernest Renan, Georg Curtius, August Schleicher, Carl Becker, Karl Heyse, Hippolyte Taine, Louis Léger ainsi que les traductions des auteurs antiques: Euripide, Lucian, Horace, Cicéron, Virgile.
Une grande quantité de jeunes intellectuels russes et slaves ont également écrit pour ce magazine: Alexandre Afanassiev, Fiodor Bouslaïev, le Polonais Jan Niecisław Baudouin de Courtenay, Yakov Grot, Alexandre Vesselovski, Vladimir Dahl, le Bulgare Liouben Karavelov, ou Izmaïl Sreznevski etc.
Beaucoup d'articles dans le magazine sont uniques. Au XIXe siècle, il acquit une renommée dans toute l'Empire russe, mais également au sein des universités de Paris, Leipzig, Prague, Zagreb, Berlin, Iéna, Vienne, Uppsala, Strasbourg et en Amérique.
Avant la fondation du Bulletin Philologique russe à Varsovie en 1879, ce  fut le seul périodique russe spécialement consacré aux problèmes liés à la philologie, à l'enseignement de la langue russe et à la littérature.
Fondé par Alexeï Khovanski en 1860, le journal a été publié régulièrement jusqu'en 1917. Mais l’URSS considérant La linguistique comparative comme une « science bourgeoise », beaucoup de scientifiques furent persécutés et le magazine fut fermé en 1917. Cependant, il refit surface bien des années plus tard en 1993 à la Faculté de Philologie de l'Université d'État de Voronej.